# Thanh Hoài
Thanh Hoài tên đầy đủ là Đinh Tiến Hoài (12 tháng 6 năm 1932 – 22 tháng 12 năm 2014) là nam nghệ sĩ hài nổi tiếng Việt Nam, được biết đến là một trong "Thất hài đế" của sân khấu hài miền Nam trước năm 1975 bên cạnh: Thanh Việt, Tùng Lâm, Xuân Phát, Phi Thoàn, Khả Năng, La Thoại Tân.
Mỗi người trong "Thất hài đế" đều có một sở trường riêng. Thanh Hoài thường nhếch nhếch bộ râu nở nụ cười khoan khoái, chất giọng nhừa nhựa tạo dấu ấn khó quên khi ông diễn trên sân khấu.

## Tiểu sử
Thanh Hoài tên thật là Đinh Tiến Hoài, sinh ngày 12 tháng 6 năm 1932 tại Hưng Yên, cha là giáo viên quê gốc Hà Nội, mẹ là một bà nội trợ bình thường. Cha ông vì luân chuyển việc dạy học và làm hiệu trưởng tại các trường tiểu học thuộc Hưng Yên và Hải Phòng. Khi còn học ở Trường Tiểu học Kiến An, Hải Phòng, ông đã là một cây cười, được giao phụ trách nhóm văn nghệ, tập múa hát, kịch hài. Đồng thời, ông còn là thành viên hướng đạo của nhóm “Sói con” do nhạc sĩ Nguyễn Xuân Khoát hướng dẫn. Năm 1952, cha ông qua đời, Thanh Hoài cùng mẹ theo người cô có chồng là Giám đốc Công ty Hỏa xa Sài Gòn vào Nam kiếm sống; tại ông gặp và theo học nghề từ nghệ sĩ Ba Vân.
Ông là bác ruột của ca sĩ Diễm Liên.
Ông qua đời ngày 22 tháng 12 năm 2014 vì di chứng tai biến.

## Sự nghiệp
Đến năm 1955, ông bắt đầu hoạt động nghệ thuật chuyên nghiệp dưới nghệ danh Thanh Hoài, nhanh chóng khẳng định vị trí trên sân khấu và phim ảnh. Ngay khi Việt Nam Cộng hòa có sóng truyền hình, Thanh Hoài bật sáng với vai "Cả keo" trong vở Lão hà tiện của Molière năm 1967, sau đó ông liên tiếp được mời vào các bộ phim hài như: Tứ quái Sài Gòn, Năm vua hề về làng, Năm hiệp sĩ bất đắc dĩ, Triệu phú bất đắc dĩ, Con ma nhà họ Hứa… Sau này một số vở hài của ông đã được các hãng đĩa Hoành Sơn, Việt Nam, Hồng Hoa  phát hành rất thành công. Bạn diễn ăn ý nhất của ông là Thanh Việt họ sánh ngang cùng với các cặp danh hài khác như: Phi Thoàn - Khả Năng, Tùng Lâm - Xuân Phát, Văn Chung - La Thoại Tân. Trước năm 1975, Thanh Hoài từng làm ở Cục xây dựng nông thôn của chế độ Việt Nam Cộng hòa.
Sau 1975, ông về Long An phụ trách chương trình Gia đình bác Tám, trên Đài phát thanh Long An rồi về làm Trưởng phòng Văn Thể Mỹ cho Xí nghiệp đánh cá Côn Đảo. Năm 1990 ông làm cán bộ sở Văn hóa Thể thao tỉnh Bà Rịa - Vũng Tàu. Tính từ năm 1990 đến 1995, ông tham gia khoảng 200 bộ video. Sau này ông còn phó giám đốc một khách sạn của nhà nước ở Vũng Tàu.
Trong một lần gặp nghệ sĩ Hồng Vân tại nhà nghệ sĩ Tùng Lâm, Thanh Hoài được Hồng Vân và Tùng Lâm thuyết phục nên năm 2007, ông nhận lời trở lại sân khấu kịch sau 27 năm vắng bóng, lần này ông đóng vai "cụ cố Hồng" trong vở kịch Số đỏ trên sân khấu Phú Nhuận. Năm 2009, NSND Doãn Hoàng Giang tiếp tục mời đóng vai vai diễn này. Sau đó, ông được Đài Truyền hình Việt Nam mời tham gia biểu diễn chương trình Gala cười, cùng với NSND Hồng Vân, nghệ sĩ Anh Vũ.
Những năm cuối đời, Thanh Hoài tham gia biểu diễn tại Nhà hát kịch Thành phố Hồ Chí Minh và thường đi diễn phục vụ trẻ em mồ côi, khuyết tật, các mái ấm tình thương. Ông còn thành lập Công ty Trách nhiệm hữu hạn Tâm Hạnh gồm khoảng mười mấy thành viên chuyên tổ chức biểu diễn nhằm gây quỹ từ thiện.

## Tác phẩm

### Hài kịch
Lão hà tiện, Quan huyện mê đề, Tiếng trống ghen tuông, Cô gái sông Ma, Thuyền ra Ấn Độ, Mê bài là phá sản, Gả con cho xì thẩu, Số đỏ, Bỉ vỏ, Ngao sò ốc hến, Tư Ếch đi tắm biển, Ba Giai - Tú Xuất

### Phim / Video
| Việt Nam Cộng Hòa | Việt Nam Cộng Hòa      | Việt Nam Cộng Hòa                                             | Việt Nam Cộng Hòa                       |
| Năm               | Tựa đề                 | (Các) đạo diễn                                                | Chú thích                               |
| ----------------- | ---------------------- | ------------------------------------------------------------- | --------------------------------------- |
| 1973              | Tứ quái Sài Gòn        | La Thoại Tân , Nguyễn Đức Quỳnh Kỳ                            |                                         |
| 1972              | Năm hiệp sĩ bất đắc dĩ | Lê Hoàng Hoa                                                  |                                         |
| 1973              | Triệu phú bất đắc dĩ   | Lê Hoàng Hoa                                                  |                                         |
| 1973              | Con ma nhà họ Hứa      | Lê Hoàng Hoa                                                  |                                         |
| 1973              | Trường tôi             | Lê Dân                                                        |                                         |
| 1974              | Bốn phù thủy sợ ma     | Lê Mộng Hoàng                                                 |                                         |
| 1975              | Năm vua hề về làng     | Lê Hoàng Hoa, Lê Dân, Lê Mộng Hoàng, Thân Trọng Kỳ, Quốc Hưng |                                         |
|                   | Quái nữ sợ ma          | Lê Mộng Hoàng                                                 | Đã quay xong, hủy chiếu do biến cố 1975 |
| Việt Nam          |                        |                                                               |                                         |
|                   | Gia đình bác Tám       |                                                               |                                         |
|                   | Hai Nhái cưới vợ bé    |                                                               |                                         |
|                   | Rùa vàng, rùa bạc      | Lê Lộc                                                        |                                         |

## Thông tin thêm
| Thất hài đế |
| --- |
| Hoàng Mai \| Khả Năng \| Thanh Việt \| Tùng Lâm \| Thanh Hoài \| Phi Thoàn \| Văn Chung \| Văn Hường \| La Thoại Tân \| Xuân Phát |